# Pena de muerte en Dinamarca
La pena de muerte en Dinamarca (en danés: Dødsstraf - literalmente "castigo de la muerte") fue abolida en 1930 pero restablecida entre el período 1945-1950 para ejecutar a los colaboradores de la Alemania nazi. La pena de muerte en su mayoría por crímenes de guerra, fueron finalmente restringidos en 1978 (y bajo toda causal desde el 1 de enero de 1994). La última ejecución se realizó en junio de 1950.
Actualmente, el restablecimiento de la pena de muerte no es apoyada por ningún partido político en el Parlamento. De acuerdo a una encuesta de opinión realizada en 2006, el 20% de los daneses apoyarían la aplicación de la pena de muerte para ciertos delitos. El número no ha variado desde otra encuesta realizada en 1999.

## Historia hasta 1945
En la mayoría de los casos, Dinamarca siguió el estilo de otras naciones europeas, con verdugos empleados por el gobierno llamado skarpretter (verdugo en danés). El verdugo era considerado como un funcionario  real del gobierno.
La última ejecución pública se realizó en 1882, en la ciudad Lolandia, al prisionero Anders "Sjællænder" Nielsen, quién fue decapitado en 1882. El espectáculo generó llamados hacia la abolición de la pena de muerte, sobre todo cuando el verdugo Jens Seistrup, tuvo que asestar varios golpes con el hacha para realizar su última ejecución.
La última ejecución previa a 1946, se realizó el 8 de noviembre de 1892, en el patio de la Prisión Estatal de Horsens.  Jens Nielsen, condenado a una larga condena por incendio premeditado, supuestamente buscaba terminar con su vida provocando que lo condenaran a muerte, y en consecuencia, intentó fallidamente asesinar en 3 ocasiones a un guardia durante varios años. Su decapitación por el hacha de Seistrup, se logró al tercer golpe.
El último verdugo en funciones fue Carl Peter  Hermann Christensen, cuyo período ocupó entre el 27 de agosto de 1906 hasta el 1 de abril de 1926, pero jamás realizó ninguna ejecución.
A comienzos de la primera década de 1800s, la Corona danesa prefirió conmutar las sentencias de muerte por cadena perpetua. Posterior a 1892, se dictaron sentencias de muerte, pero nunca llegaron a aplicarse. Esto también se aplicó a la última sentencia de muerte dada previo a 1945, dictada en una corte civil el 13 de junio de 1928.
El 1 de enero de 1933, Dinamarca abolió por completo la pena de muerte al instaurar automáticamente el nuevo Código Penal Danés, reemplazando al anterior que permanecía desde el 10 de febrero de 1866. Sin embargo, la pena de muerte permaneció bajo la jurisdicción militar.

## 1945–1950

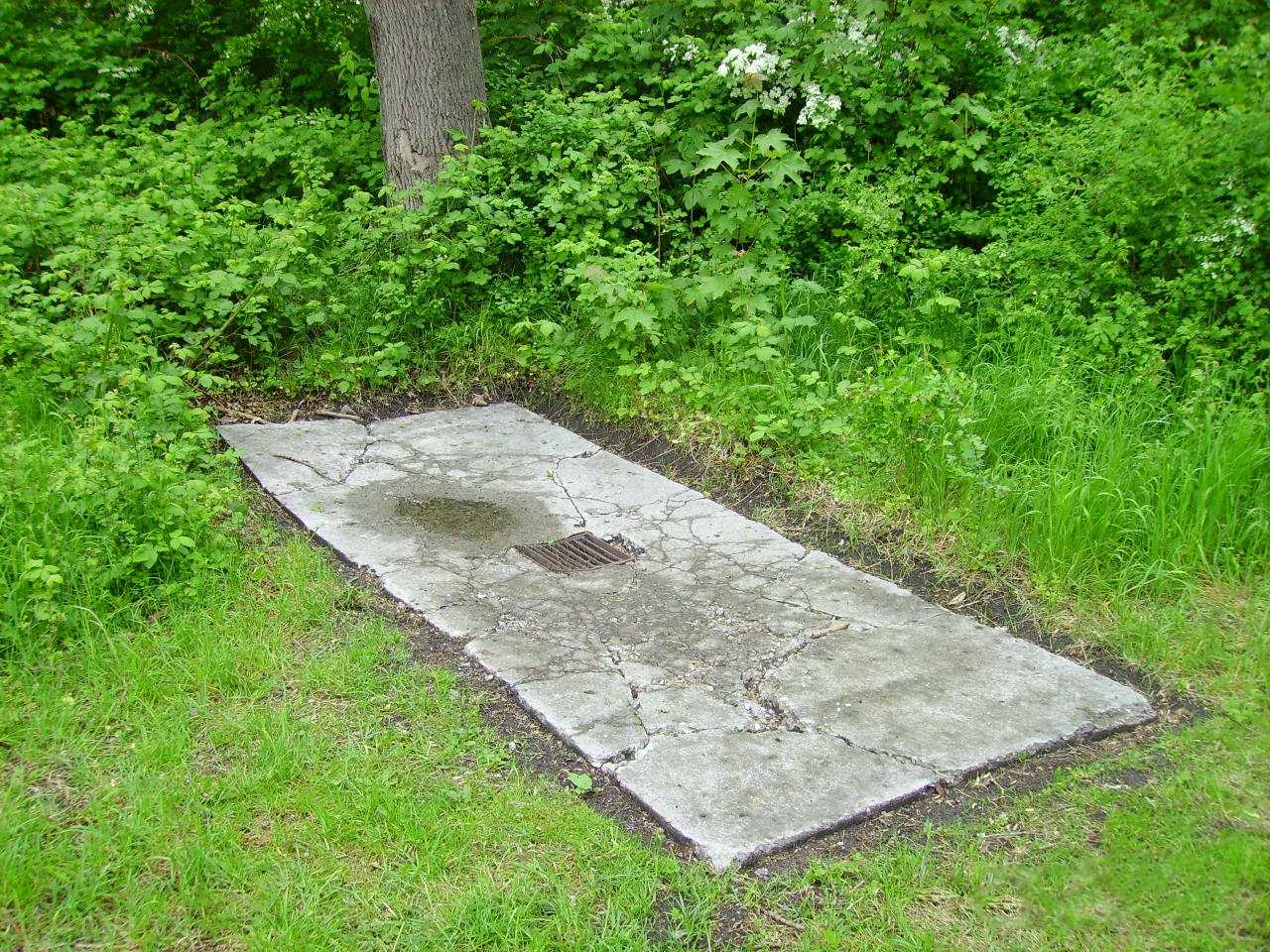
Restos del Christianshavn la ejecución derrama utilizada de 1946 a 1950

Entre 1945 y 1947, se promulgaron 3 leyes especiales para volver a aplicar la pena de muerte, afín de condenar los crímenes cometidos durante ocupación de Dinamarca por la Alemania nazi. Estas fueron leyes ex post facto y fueron parte de las purgas (en danés: Retsopgøret) que intentaban reunirse con la opinión pública exigiendo duros castigos a los criminales en tiempos de guerra, especialmente hacia los informantes y aquellos oficiales del Cuerpo HIPO y de la Gestapo, responsables de ejercer horribles torturas y asesinatos hacia la población civil.
Más de 13 500 personas fueron condenadas como colaboradores, demandantes o traidores bajo estas leyes.Más de 400 personas fueron ejecutadas, la mayoía en represalias extrajudiciales, de los cuales 76 fueron condenados de manera formal, de los cuales 46 recibieron la condena. Los 30 condenados restantes fueron indultados. Las ejecuciones fueron llevadas a cabo por un escuadrón de fusilamiento de 10 oficiales de policía voluntarios, ya sea en Undallslund Plantage (17), aledaño a Viborg o en los campos de entrenamiento militar en Margreteholm, Christianshavn y Copenhague (29). El último lugar de ejecución se realizó en la actual Ciudad libre de Christiania, en la segunda redante de la muralla, Enveloppen (en Christiania llamada Aircondition, en el área de Dyssen) dónde un piso de concreto y un desagüe aún se puede ver en las coordenadas 55.79871°N 12.61363°E.
La última persona en ser ejecutada en el país se llamaba Ib Birkedal Hansen, quién fue fusilado por un pelotón el 20 de julio de 1950.

### Contexto político ante las purgas posteriores a la Segunda Guerra Mundial
En 1943, el clandestino Consejo de Liberación de Dinamarca, publicó por primera vez sus opiniones sobre la transición del país a la democracia, después de la guerra. Entre sus demandas estaba el enjuiciamiento de criminales de guerra, y a quienes resulten responsables de violar el sistema legal del país y su independencia. Respaldaron la legislación retroactiva, pero posteriormente ordenaron a que fuera nuevamente abolida.
Poco antes de la rendición alemana, sin embargo, el Consejo de Liberación trabajó con un comité clandestino de abogados, para elaborar una propuesta de ley para crímenes de guerra, en el que incluía la pena de muerte. El primer ministro nombró otro comité, conformado por funcionarios y jueces. Estas dos propuestas se fusionaron para un posterior proyecto de ley. Un punto importante de diferencia era si la ley sería retroactiva solo desde el 29 de agosto de 1943, cuándo renunció el gobierno danés, o de forma total hacia el 9 de abril de 1940, cuando comenzó la invasión. El movimiento de resistencia ganó la discusión y la última postura fue aprobada.
El primer proyecto de ley del apéndice del código pena se presentó en el Parlamento entre el 26 y 30 de mayo de 1945, justo tres semanas después de su liberación el 5 de mayo. 127 diputados del Folketing votaron a favor de la ley, 5 diputados del Partido Justicia se abstuvieron debido a su oposición a la pena de muerte, y 19 diputados estuvieron ausentes. El 31 de mayo fue confirmado por el Landsting por 67 votos a favor, 1 en contra y 8 abstenciones. Entre los opositores se encontraban J.K. Jensen del Partido Social Liberal y Oluf Pedersen del Partido Justicia. Pedersen propuso una reforma que podría posponer cualquier ejecución hasta que un referéndum confirme la nueva ley. Posteriormente,  recibió amenazas por parte de excombatientes de la resistencia. El único político que se atrevió a votar 'no' fue Ingeborg Hansen, vocero del Landsting.

El abogado y político socialdemócrata K.K. Steincke, expresó su punto de vista general de la siguiente forma:
Si alguien en 1939 hubiera afirmado que en los próximos seis años se respaldaría una ley sobre la pena de muerte, incluso con fuerza retroactiva, no lo hubiera considerado cuerdo. Pero desde entonces, ha estallado la barbarie y la anarquía, han violado profundamente el estado normal de la ley, y me siento más atado a una conciencia pública que a las condiciones normales. Debemos tratar con estos criminales, no por un deseo de venganza, sino para que regresemos pronto a la normalidad.
La purga después de la Segunda Guerra Mundial ha sido ampliamente debatida, en parte debido a que los delincuentes menores fueron procesados rápidamente, y generalmente de forma severa a los delincuentes de mayor gravedad, que a su vez, sus juicios duraban más tiempo, mientras que los estados de ánimo de la población se iban enfriando posterior a la guerra. Otro punto de crítica fue la retroactividad de la ley. Por el contrario, los defensores del debate en 1945 afirmaron que si no se volviera a aplicar la pena de muerte, los criminales de guerra iban a estar sujetos a la oclocracia o linchamientos. De acuerdo a una encuesta de opinión realizada en 1945, el 90% de la población danesa estaba a favor de la pena de muerte, bajo ciertos crímenes de guerra.
El contexto ha sido documentado a fondo por el historiador Ditlev Tamm.

## Posterior a 1950
En 1952, las disposiciones del código penal de la posguerra fueron reformadas, para evitar el restablecimiento de la ley en una base retroactiva, si Dinamarca quede nuevamente bajo dominio extranjero.  Las enmiendas reservaron la pena de muerte para los crímenes cometidos con particular malicia durante tiempos de guerra (homicidio, traición y denuncia, limitados a los delincuentes mayores de 21 años). Esta base legal para ejecuciones civiles fue abolida en 1978 y lo mismo pasó con su aplicación en el derecho militar. No hubo sentencias de muerte posterior a 1950.  La pena de muerte aún está mencionada en el preámbulo del texto, sin embargo, una nueva enmienda que confirma la abolición total de la pena de muerte fue aprobada por el Folketing, el 22 de diciembre de 1993, entrando en vigencia el 1 de enero de 1994.